# إيرني اندروز
إيرني اندروز (بالإنجليزية: Ernie Andrews)‏ هو عازف جاز ومغني أمريكي، ولد في 25 ديسمبر 1927 في فيلادلفيا في الولايات المتحدة.

## وصلات خارجية
- إيرني اندروز على موقع IMDb (الإنجليزية)
- إيرني اندروز على موقع ميوزك برينز (الإنجليزية)
- إيرني اندروز على موقع أول ميوزيك (الإنجليزية)
- إيرني اندروز على موقع ديسكوغز (الإنجليزية)